# Louis de Sacy
Louis-Silvestre de Sacy, né en 1654 à Paris où il est mort le 26 octobre 1727, est un homme de lettres et avocat français.

## Biographie
Avocat, il fréquenta le salon de Madame de Lambert qui lui marquait une grande préférence. Sa traduction des Lettres de Pline le Jeune le fit entrer à l'Académie française où il remplaça le président Toussaint Rose le 21 février 1701 et où il fut reçu par Charles Perrault le 17 mars suivant. Il eut à répondre aux discours de réception du marquis de Mimeure et de l'abbé Montgault. Il fut l'un des quatre académiciens qui voulaient entendre les explications de l'abbé de Saint-Pierre avant de prononcer son exclusion.

## Publications
- Traité de l’amitié (1703)
- Traité de la gloire (1715)
- Recueil de mémoires et factums et harangues de M. de Sacy (2 volumes, 1724)

Traductions de Pline le jeune
- Lettres de Pline le Jeune (1699)
- Panégyrique de Trajan (1709)